# Аристокрация (форма на управление)
Аристокрация (на гръцки: ἄριστος, отличен и κράτος, сила), е форма на правителство, при която определен брой от най-видните граждани управляват. Терминът произлиза от гръцки, означаващ „управление на най-добрите“. Понятието еволюира от Древна Гърция, където съвет от видни граждани е използван, като начин на управление контрастирайки на монархията, при която един цар държи властта. По-късно, аристокрацията се е състояла главно от елитна аристократична класа, привилегировани с богатство и произход. От Френската революция, аристокрацията е контрастирала с демокрацията, при която всеки гражданин притежава някаква форма на политическа власт. „В основании аристократии лежит идея, что государством должны управлять только избранные, лучшие умы.“